# 沈北海
沈北海（1954年8月—），安徽无为人。1977年加入中国共产党。广西大学中文系新闻专业毕业，中国社会科学院财贸经济系商业经济专业在职研究生学历。历任广西北海市政府副秘书长，市委副秘书长兼办公室主任、市委秘书长，合浦县委副书记、县委书记、县政协主席，北海市委常委、市委副书记，河池地委书记，柳州市委书记、市人大常委会主任等职。2003年5月获任中共广西壮族自治区委常委、宣传部部长。2015年1月，任广西政协副主席。